# Championnat d'Oman de football 1991-1992
Navigation
Saison 1987-1988 Saison 1995-1996
La saison 1991-1992 du Championnat d'Oman de football est la seizième édition de la première division au sultanat d'Oman, l'Oman League. Elle rassemble les douze meilleurs clubs du pays au sein d'une poule unique où ils s'affrontent à deux reprises, à domicile et à l'extérieur. 
C'est le Dhofar Club qui remporte le championnat cette saison après avoir terminé en tête du classement final, avec trois points d'avance sur Al Oruba Sur et huit sur Al Nasr Salalah. C'est le quatrième titre de champion d'Oman de l'histoire du club.

## Les clubs participants
| - Fanja Club - Merbat Club - Dhofar Club - Al Hilal Salalah - Al Bustan - Al Shorta Mascate | - Al Nasr Salalah - Al-Ittihad Club - Al Ahly Mascate - Al-Seeb Sports Club - Sadab Club - Al Oruba Sur |

## Compétition
Le barème de points servant à établir le classement se décompose ainsi :
- Victoire : 2 points
- Match nul : 1 point
- Défaite : 0 point

### Classement
| Rang | Équipe              | Pts | J  | G  | N  | P  | Bp | Bc | Diff |
| ---- | ------------------- | --- | -- | -- | -- | -- | -- | -- | ---- |
| 1    | Dhofar Club         | 33  | 22 | 15 | 3  | 4  | 35 | 10 | +25  |
| 2    | Al Oruba Sur        | 30  | 22 | 13 | 4  | 5  | 31 | 15 | +16  |
| 3    | Al Nasr Salalah     | 25  | 22 | 9  | 7  | 6  | 27 | 22 | +5   |
| 4    | Merbat Club         | 22  | 22 | 7  | 8  | 7  | 32 | 32 | 0    |
| 5    | Al-Seeb Sports Club | 21  | 22 | 5  | 11 | 6  | 26 | 35 | -9   |
| 6    | Al Shorta Mascate   | 21  | 22 | 7  | 7  | 8  | 16 | 19 | -3   |
| 7    | Sadab Club          | 20  | 22 | 7  | 6  | 9  | 18 | 24 | -6   |
| 8    | Al Hilal Salalah    | 20  | 22 | 5  | 10 | 7  | 19 | 24 | -5   |
| 9    | Al-Ittihad Club     | 20  | 22 | 5  | 10 | 7  | 22 | 27 | -5   |
| 10   | Fanja Club'T'C      | 19  | 22 | 4  | 11 | 7  | 14 | 19 | -5   |
| 11   | Al Bustan           | 18  | 22 | 6  | 6  | 10 | 23 | 25 | -2   |
| 12   | Al Ahly Mascate     | 15  | 22 | 2  | 11 | 9  | 24 | 35 | -11  |

|  | Qualification pour la Coupe d'Asie des clubs champions 1992-1993 |
|  | Qualification pour la Coupe des Coupes 1992-1993                 |
|  | T : Tenant du titre C : Vainqueur de la Coupe d'Oman             |

## Bilan de la saison
| Championnat d'Oman de football 1991-1992                        |                        |
| Champion                                                        | Dhofar Club (4e titre) |
| Coupes et trophées                                              |                        |
| Vainqueur de la Coupe d'Oman 1991-1992                          | Fanja Club             |
| Qualifications continentales                                    |                        |
| Coupe d'Asie des clubs champions 1992-1993                      | Dhofar Club            |
| Coupe des Coupes 1992-1993                                      | Fanja Club             |
| Promotions et relégations                                       |                        |
| Promus en Oman League                                           | Inconnus               |
| Relégués en Championnat d'Oman de football de deuxième division | Inconnus               |